# B-Five Recorder Consort
B-Five Recorder Consort ist ein europäisches Blockflötenquintett. Der Schwerpunkt des Ensembles liegt auf der Darstellung des Consort-Repertoires der Renaissance sowie der Entwicklung eines eigenständigen zeitgenössischen Repertoires für Blockflötenquintett.

## Geschichte
Gegründet 2003 in Barcelona. Seitdem verschiedene Auftritte auf europäischen Konzertbühnen u. a. Fränkischer Sommer in Nürnberg, MAfestival in Brügge, KlaraFestival in Brüssel und Festival de Musica Antiga in Barcelona.
Zusammenarbeit mit Komponisten (Auswahl):
- Günter Kochan (Quintettino, 2004)
- Hans Stadlmair (Triptychon, 2004)[1]
- Hans-Jürg Meier (Volta Bianca, 2007)[2]
- Carl Rütti (Dowland-Suite, 2012)
- Fabrizio De Rossi Re (O quam tu pulchra es, 2014)
- Anna Trauffer (Byrd’s birds, 2018)
- Frederik Neyrinck (Tanzsuite, 2021)

## Diskografie
- The Fruit of Love – Elisabethanische Consort-Musik (2006; Cavalli Records)[3]
- Geld Macht Musik – Musik für die Familie Fugger (2011; Coviello Classics)[4]
- In search of Dowland – Consort Musik von John Dowland und Carl Rütti (2014; Coviello Classics)
- William Byrd: Consort Music and Songs – mit Sunhae Im, Sopran und Susanna Borsch, Blockflöte (2017; Coviello Classics)
- „The Soule of Heaven“, Pavans and Almaines by Alfonso Ferrabosco I&II – mit Sofie Vanden Eynde, Laute (2021; Coviello Classics)[5]